# Бешка
Бе́шка — річка в Україні, у межах Кропивницького та Олександрійського районів Кіровоградської області. Права притока Інгульця (басейн Дніпра).

## Назва
Існує дві версії походження назви річки . Згідно з першою вона має походження від тюркських слів "беш" - п'ять , та "кайа" - скеля . Згідно з другою річку так назвали сербські переселенці у середині XVIII століття , ймовірно на честь села Бешка у Сербії , звідки переселенці могли походити .

## Опис

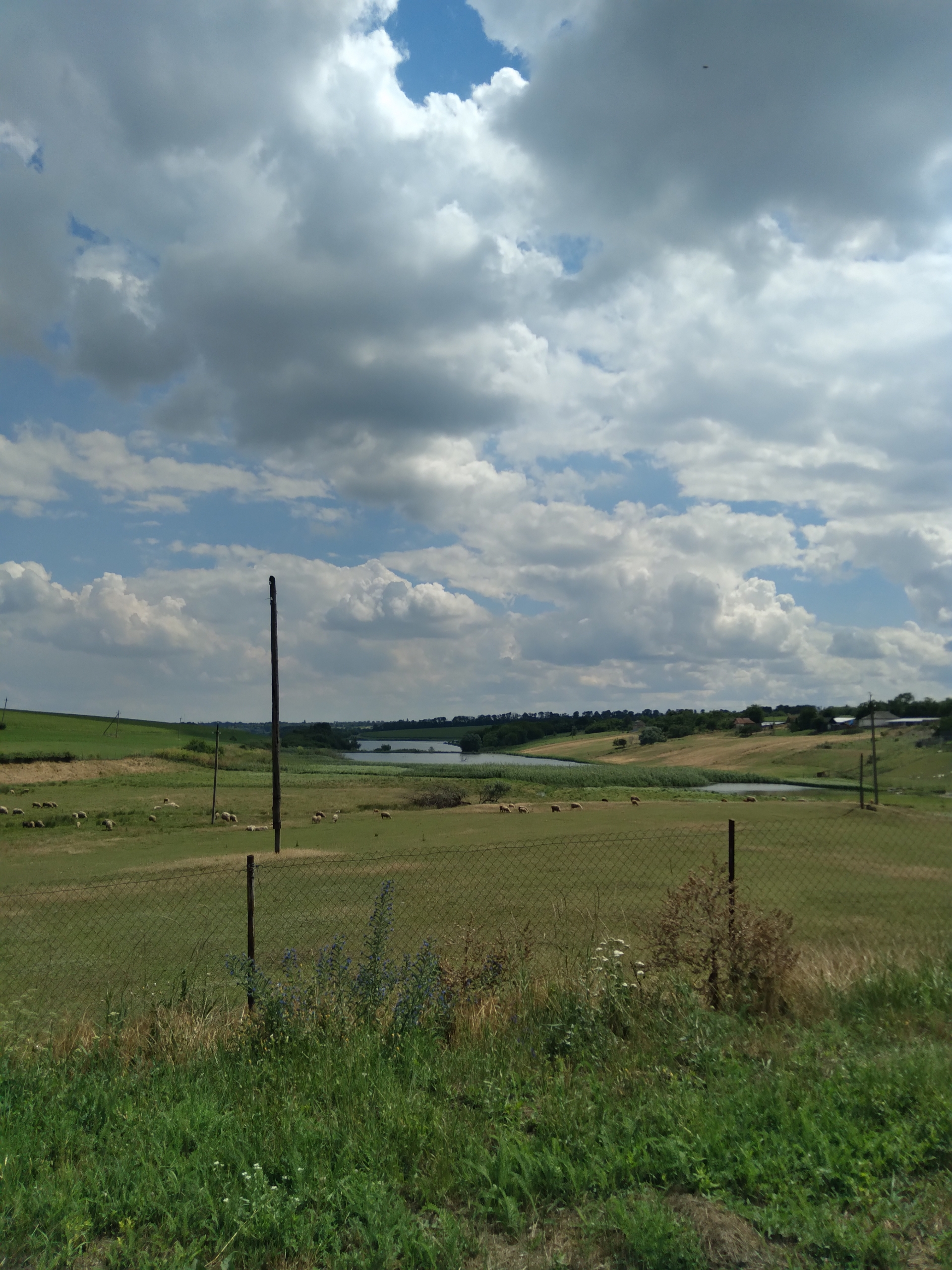
ставки на Бешці

Довжина річки 56 км, площа басейну 657 км². Долина трапецієподібна, завширшки до 1,5 км, завглибшки до 40 м. Річище у верхів'ї звивисте, його пересічна ширина 5 м. Глибина до 1,7 м. Похил річки 1,4 м/км. Споруджено декілька невеликих водосховищ і ставки.

## Розташування
Річка бере початок біля села Сокільники Знам'янської міської територіальної громади. Тече на південний схід, схід і знову на південний схід. Впадає до Інгульця в межах села Новий Стародуб.
Притоки: Балка Орлова, Лозовата (ліві), Мурзинка, Вакурина, Бересновата (праві).
На річці розташовані села 
Сокільники , Володимирівка , Мошорине, Світлопіль , смт Нова Прага і Олександрійське, село Головківка.